# Nikolaus Hirschl
Nikolaus Hirschl   (Viena, 20 de març de 1908 - 10 d'octubre de 1991) va ser un lluitador austríac que combinà la lluita lliure i la lluita grecoromana. Va competir durant les dècades de 1920 i 1930.
El 1932 es va proclamar campió europeu del pes pesat de lluita lliure. Aquell mateix any guanyà la medalla d'or als Jocs Macabeus en el pes pesat de lluita grecoromana. Fou campió austríac del pes pesat de lluita lliure durant deu anys consecutius. De jove havia estat un destacat atleta, campió austríac júnior de llançament de pes i disc, campió austríac júnior d'halterofília i durant set anys campió austríac de pentatló.
El 1932 va prendre part en els Jocs Olímpics d'Estiu de Los Angeles, on disputà dues proves del programa de lluita. En ambdues, les proves del pes pesant de lluita lliure i del pes pesant de lluita grecoromana, guanyà la medalla de bronze. Es negà a prendre part en els Jocs Olímpics de Berlín de 1936 per les idees racials del règim nazi.
Abandonà Àustria poc abans de l'esclat de la Segona Guerra Mundial. Bona part de la seva família va ser assassinada durant l'Holocaust. Durant la Guerra es va unir als comandos britànics i va lluitar contra els alemanys al nord d'Àfrica. En acabar la guerra es va casar i es va traslladar a Austràlia el 1947, on va dirigir un negoci de carn.
El 1993 va ser inclòs a l'International Jewish Sports Hall of Fame.